# بیژن جیرسرایی
بیژن جیرسرایی (زاده ۱۶ خرداد ۱۳۵۵ خورشیدی در تهران) سیاستمداری است آلمانی و عضو «حزب دموکرات آزاد آلمان» (FDP) و نماینده بخشی از ایالت نوردراین-وستفالن در پارلمان آلمان «بوندستاگ» است.
جیرسرایی در ۱۱ سالگی به آلمان فرستاده شد و نزد عموی خود در شهرک گریون‌بروخ اقامت گزید و به مدرسه رفت. جیرسرایی، عضو هیئت مدیره منطقه‌ای حزب «دموکرات‌های آزاد آلمان» است. او از سال ۲۰۰۹ تا سال ۲۰۱۴ قائم مقام مدیر منطقه نویس بود.
او در سال‌های ۲۰۰۹ و ۲۰۱۷ و ۲۰۲۱از طریق لیست کاندیداهای حزب خود، نماینده بخشی از ایالت نوردراین-وستفالن در مجلس آلمان «بوندستاگ» شد. او همچنین ۲۰۰۹ تا سال ۲۰۱۴ رئیس گروه پارلمان آلمان-ایران بود و در حال حاضر (۲۰۲۴) نماینده مجلس آلمان و عضو کمیته امور خارجه مجلس آلمان است.او از دسامبر ۲۰۲۱ تا نوامبر ۲۰۲۴ دبیرکل حزب خود بود.

## اصالت
بیژن جیر-سارای از یک خانواده فارسی‌تبار اهل ایران است. والدین او در سال ۱۹۸۷، زمانی که او ۱۱ سال داشت، او را به سرپرستی عمویش در آلمان، در شهر گروینبرویش سپردند تا آینده بهتری برایش فراهم کنند. پدر او در آلمان تحصیل کرده بود.
عموی او که دامپزشک بود، علی‌رغم دانش کم جیر-سارای از زبان آلمانی، او را در یک دبیرستان ثبت‌نام کرد. جیر-سارای بارها تجربیات اولیه‌اش در رژیم استبدادی ایران را به‌عنوان عامل تأثیرگذار در تعهد سیاسی‌اش، به‌ویژه در حمایت از حقوق شهروندی و حقوق بشر، توصیف کرده است.
و پس از دریافت دیپلم از دبیرستان پاسکال در گروینبرویش، در دانشگاه کلن در رشته مدیریت بازرگانی تحصیل کرد و با مدرک دیپلم-کافمن فارغ‌التحصیل شد.[5] بنیاد فردریش نائومان، نزدیک به حزب دموکرات آزاد (FDP)، در طول دوران تحصیل با اعطای بورسیه حمایت از استعدادها، از او حمایت کرد.

## تحصیلات دانشگاهی
جیرسرایی تحصیلات دانشگاهی خود را در دانشگاه کلن، در رشته اقتصاد به پایان رساند. بنیاد فریدریش نویمن که به حزب دمکرات آزاد آلمان نزدیک هست، به او بورسیه تحصیلی به عنوان دانشجوی با استعداد اعطا کرده بود. او در سال ۲۰۰۸ میلادی مدرک دکترای خود را با موضوع «مدرنیزه کردن صنعت پی وی سی» دریافت کرد. در سال ۲۰۱۱ میلادی سایت افشاگری VroniPlag ادعا کرد که او مقدار کلانی از محتوی دکترای خود را به صورت غیرمجاز و بدون پاورقی و اشاره به منابع مورد برداشت نوشته و مدرک دکترای او از درجه اعتبار ساقط است. جیرسرایی در این رابطه اعتراض کرد ولی دانشگاه کلن پس از تحقیقات لازم مدرک دکترای او را در تاریخ ۵ مارس ۲۰۱۲ بی‌اعتبار اعلام کرد.

## سیر فعالیت حزبی
در سال ۲۰۰۴، جیر-سرایی ریاست فراکسیون حزب FDP در شورای شهرستان راین-کرایس نویس (Rhein-Kreis Neuss) را بر عهده گرفت. او در سال ۲۰۰۵ به‌عنوان رئیس منطقه‌ای حزب FDP برگزیده شد. از سال ۲۰۰۶ عضو هیئت مدیره ایالتی حزب FDP نوردراین-وستفالن است.
در مارس ۲۰۱۴، ریاست شاخه منطقه‌ای حزب FDP در دوسلدورف را از نماینده پارلمان ایالتی، روبرت اورت (Robert Orth)، تحویل گرفت.
از آوریل ۲۰۱۷ به‌عنوان عضو هیئت رئیسه حزب FDP در سطح فدرال فعالیت می‌کند. در دسامبر ۲۰۲۱، هیئت رئیسه فدرال حزب FDP اعلام کرد که جیر-سرایی برای سمت دبیرکلی حزب نامزد خواهد شد. او تا زمان برگزاری کنگره حزبی در آوریل ۲۰۲۲، به‌طور موقت این سمت را عهده‌دار بود. در کنگره ۲۳ آوریل ۲۰۲۲، به‌عنوان دبیرکل انتخاب شد.
پس از آنکه در ۲۸ نوامبر ۲۰۲۴ حزب FDP برنامه‌های خود برای خروج از ائتلاف موسوم به «چراغ راهنمایی» (Ampelkoalition) را منتشر کرد و به دلیل شدت انتقادات – از جمله به‌دلیل نحوه بیان در بیانیه‌های منتشرشده و نیز انکار اتهاماتی از سوی جیر-سرایی که در نهایت صحیح از آب درآمدند – با واکنش‌های تندی مواجه شد، جیر-سرایی در ۲۹ نوامبر ۲۰۲۴ از سمت دبیرکلی حزب استعفا داد.

## سیاست داخلی
بیژن جیرسرایی، دبیرکل حزب دموکرات آزاد آلمان، در تاریخ ۲۸ نوامبر ۲۰۲۲ در رابطه با طرح وزیر داخله آلمان از حزب سوسیال دموکرات آلمان جهت ساده‌تر کردن شرایط دریافت تابعیت برای خارجی‌های مقیم آلمان شدیدا مخالفت کرد و گفت: اکنون زمان ساده‌سازی قانون شهروندی نیست. تا به حال هیچ پیشرفتی در زمینه بازگرداندن مهاجران غیرقانونی و مبارزه با مهاجرت غیرقانونی صورت نگرفته است. ‌‌دولت نباید «گام دوم را قبل از قدم اول بردارد». جیرسرایی گفته، اعطای شهروندی نتیجه انتهایی ادغام موفق در جامعه آلمان است.
جیرسرایی خواهان رسیدگی به روند پناهندگی در کشورهای ثالث است

## سیاست خارجی
به عنوان نماینده مجلس آلمان، بیژن جیر-سارایی برای بهبود وضعیت حقوق بشر در خاورمیانه و خاور نزدیک تلاش می‌کند. او با تحریم، سرمایه‌زدایی و اعمال تحریم‌ها (BDS) علیه اسرائیل مخالف است و از طبقه‌بندی حزب‌الله به عنوان یک سازمان تروریستی حمایت می‌کند.
بیژن جیر-سارایی به ایران سفر کرده و در آنجا با نمایندگان دولت و گروه‌های مخالف دیدار کرده است. در دوره هفدهم مجلس آلمان، او به عنوان نماینده برای کاهش تحریم‌ها علیه ایران تلاش کرد، زیرا این تحریم‌ها به‌ویژه مردم عادی را تحت تأثیر قرار می‌دادند. اما در دوره نوزدهم مجلس، او از امضای توافق‌نامه‌های اضافی با ایران در چارچوب برجام (توافق هسته‌ای ایران) حمایت کرد که شامل برنامه موشکی ایران و نقش آن در منطقه باشد.
او از نیروهای نظامی آلمان در افغانستان بازدید کرد و از مأموریت آن‌ها برای جلوگیری از بازگشت طالبان به قدرت حمایت کرد. جیر-سارای بر لزوم اطلاع‌رسانی شفاف به مردم آلمان درباره خطرات مأموریت افغانستان برای سربازان آلمانی تأکید داشت. در سال ۲۰۱۹، او خواستار ارائه برنامه خروج دولت آلمان از مأموریت افغانستان شد.
بیژن جیر-سارایی حمایت از زندانیان سیاسی را نیز در کارنامه خود دارد و سرپرستی حقوقی برای یک زندانی سیاسی سوری و یک زندانی سیاسی بلاروسی را بر عهده گرفته است.
او معتقد است که عدم حذف شرکت‌های فناوری وابسته به کشورهای خارجی از فرآیند ساخت شبکه 5G آلمان، یک «اشتباه جدی امنیتی» است. او، همراه با نوربرت روتگن، رئیس کمیته امور خارجی، برای سخت‌تر شدن استانداردهای امنیتی و بررسی اجباری سیاسی امنیتی تأمین‌کنندگان تجهیزات تلاش می‌کند.
بیژن جیر-سارایی حمله روسیه به اوکراین در سال ۲۰۲۲ را «ننگ زمان ما» توصیف کرد. او حمایت از اوکراین در دفاع از خود را «ضروری» دانست و از ارسال تسلیحات سنگین به این کشور حمایت کرد.
بیژن جیر-سارایی در جنبش "زن، زندگی، آزادی" با حمایت از این جنبش خواهان حمایت حداکثری آلمان و اتحادیه اروپا از مردم ایران شد. او در پارلمان آلمان و در جریان جنبش "زن، زندگی، آزادی" خواهان تغییر استراتژی آلمان نسبت به جمهوری اسلامی شد و بر لزوم تدوین یک استراتژی نوین در رابطه با جمهوری اسلامی تأکید کرد. همچنین، او خواستار قرار دادن سپاه پاسداران در لیست گروه‌های تروریستی شد.
بیژن جیرسرایی دبیرکل حزب دمکرات آزاد آلمان در روز جمعه سی ام سپتامبر در گفت‌وگو با دویچه وله فارسی گفت: «نمی‌شود کسانی که حقوق بشر را نقض می‌کنند برای تعطیلات به اروپا بروند یا خانواده‌هایشان در اروپا زندگی کنند.»

## عضویت‌ها
بیژن جیر-سرایی عضو اتحادیهٔ فراحزبی «اروپا-یونیون آلمان» بود؛ این اتحادیه از شکل‌گیری یک اروپا به‌صورت فدرال و پیشبرد فرایند همگرایی اروپایی حمایت می‌کند.

## افتخارات
- ۲۰۲۴: نشان لیاقت فدرال آلمان (Bundesverdienstkreuz am Bande)اعلام دریافت‌کنندگان نشان‌ها